# Abbaye de Florennes
Pour les articles homonymes, voir Abbaye Saint-Jean-Baptiste.
 (septembre 2021).
L'abbaye de Florennes, dont le nom canonique est abbaye Saint-Jean-Baptiste-et-Saint-Maur, était un monastère bénédictin situé à Florennes, dans l’Entre-Sambre-et-Meuse, en Belgique. Il ne reste que quelques vestiges de cette abbaye fondée au début du XIe siècle.

## Histoire
Des religieux conduits par Gérard, chanoine à Reims et fils du seigneur de Florennes, s’installent vers 1010 à Florennes, dans l'Entre-Sambre-et-Meuse. Ils reçoivent la charge pastorale de l’église. Vers 1025, le monastère présent s'affilie à l'ordre bénédictin. C'est ainsi que l'année 1027 est considérée comme l’année de fondation de l'abbaye. Jean de Bousies et des membres de la famille de Rumigny y sont présents. L’abbaye qui eut une place religieuse et politique importante dans la région disparut lors de la Révolution française. Il n’en reste que quelques vestiges.

## Patrimoine

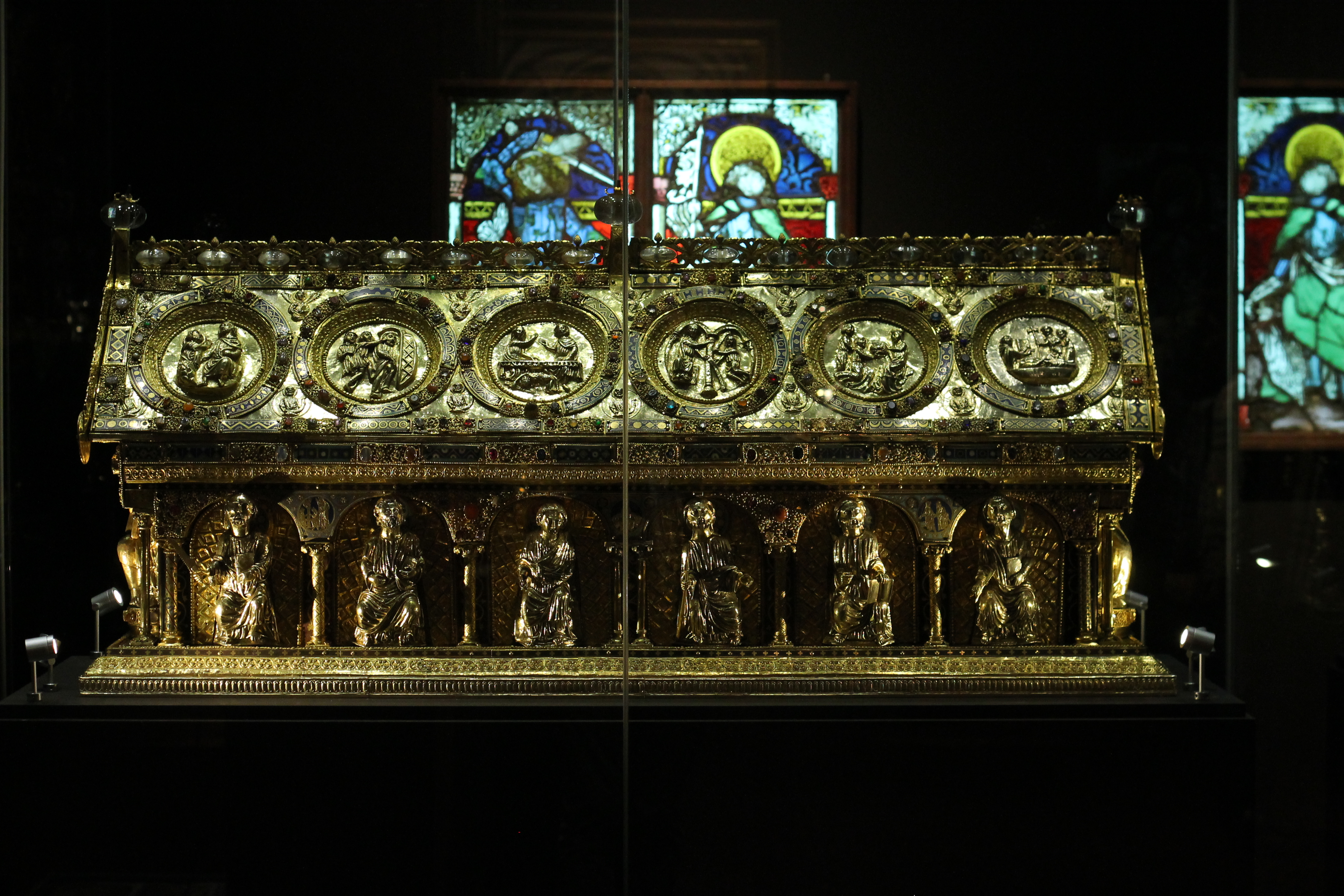
La châsse de Saint-Maur se trouve aujourd'hui au château de Bečov nad Teplou, dans l'ouest de la République tchèque et est considérée comme le deuxième plus important artefact sur le territoire tchèque, après les joyaux de la couronne de Bohême.

- La ferme de l’ancienne abbaye avec sa tour caractéristique du XVIIe siècle (un colombier ?) se trouve à la sortie de Florennes (‘rue de l’abbaye’), sur la route de Morialmé.
- Une pierre bleue trilobée portant le nom de saint Jean Baptiste, qui ornait la porte d’entrée de l’abbaye se trouve à l’abbaye de Maredsous.
- Une châsse, trésor d’orfèvrerie datant du XIIIe siècle et contenant les reliques de saint Maur, se trouve dans une des résidences des ducs de Beaufort-Spontin, en République tchèque.
- Un triptyque de l'abbaye, datant 1200-1210, se trouve au musée du Cinquantenaire, à Bruxelles

### Lien externe

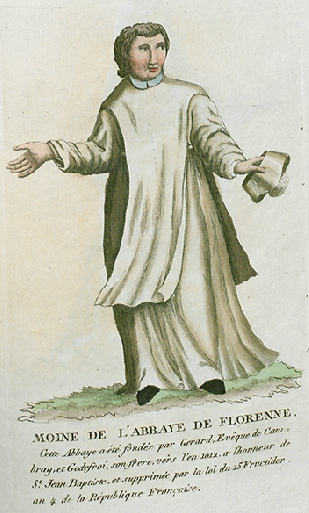
Moine de l'abbaye de Florenne.